# Хегемона (спътник)
Вижте пояснителната страница за други значения на Хегемона.
Хегемона е естествен спътник на Юпитер. Открит е от екипа от астрономи Скот Шепърд, Дейвид Джуит, Ян Клайн и Янга Фернандез на 8 февруари 2003 г. Първоначалното означение на спътника е S/2003 J 8. Спътникът носи името на фигурата от древногръцката митология Хегемона.
Хегемона е малко по размери тяло с диаметър от 3 km и се намира на ретроградна орбита около Юпитер. Принадлежи към групата на Пасифая.